# Aartsbisdom Avignon

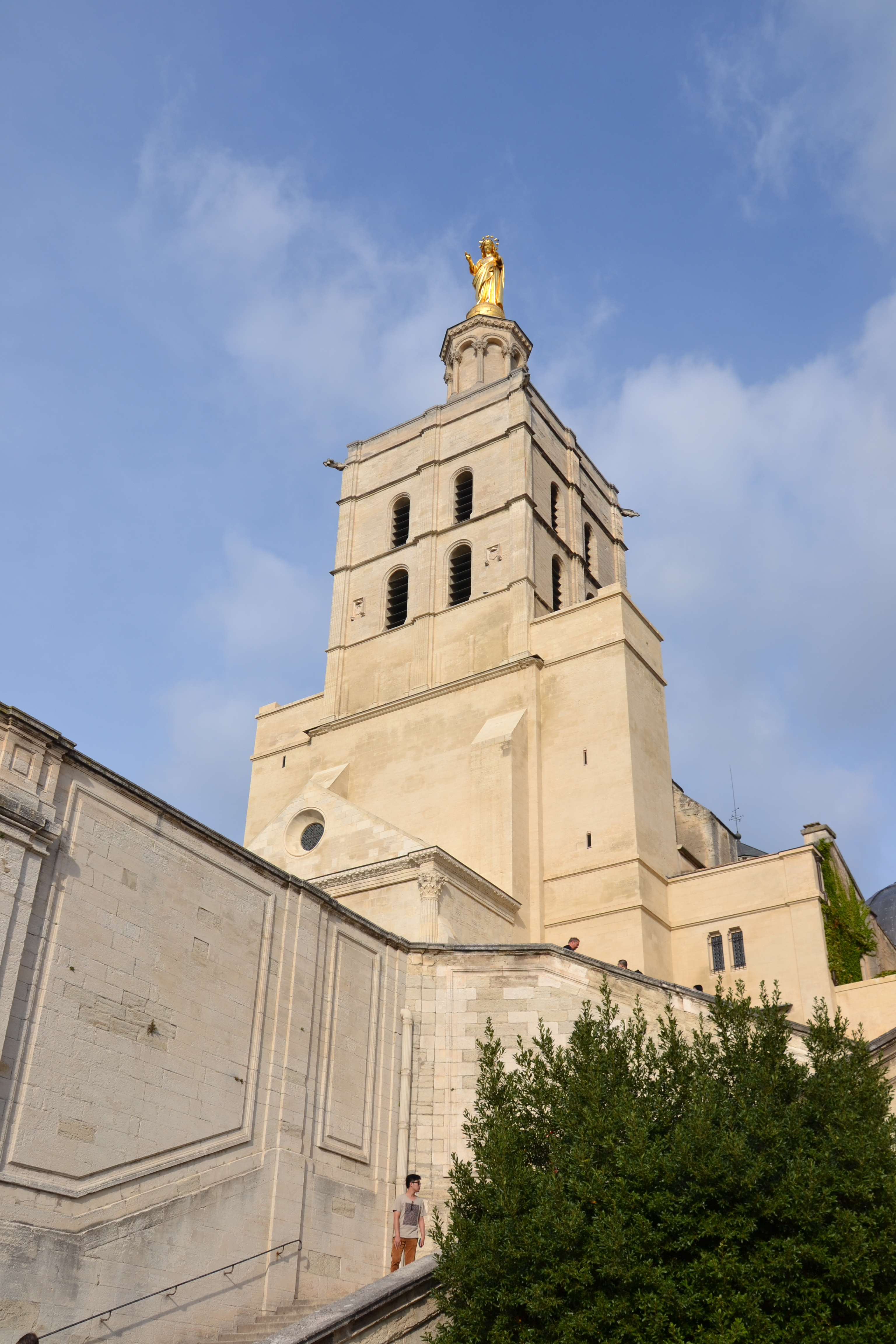
Kathedraal van Avignon, zetel van de aartsbisschop

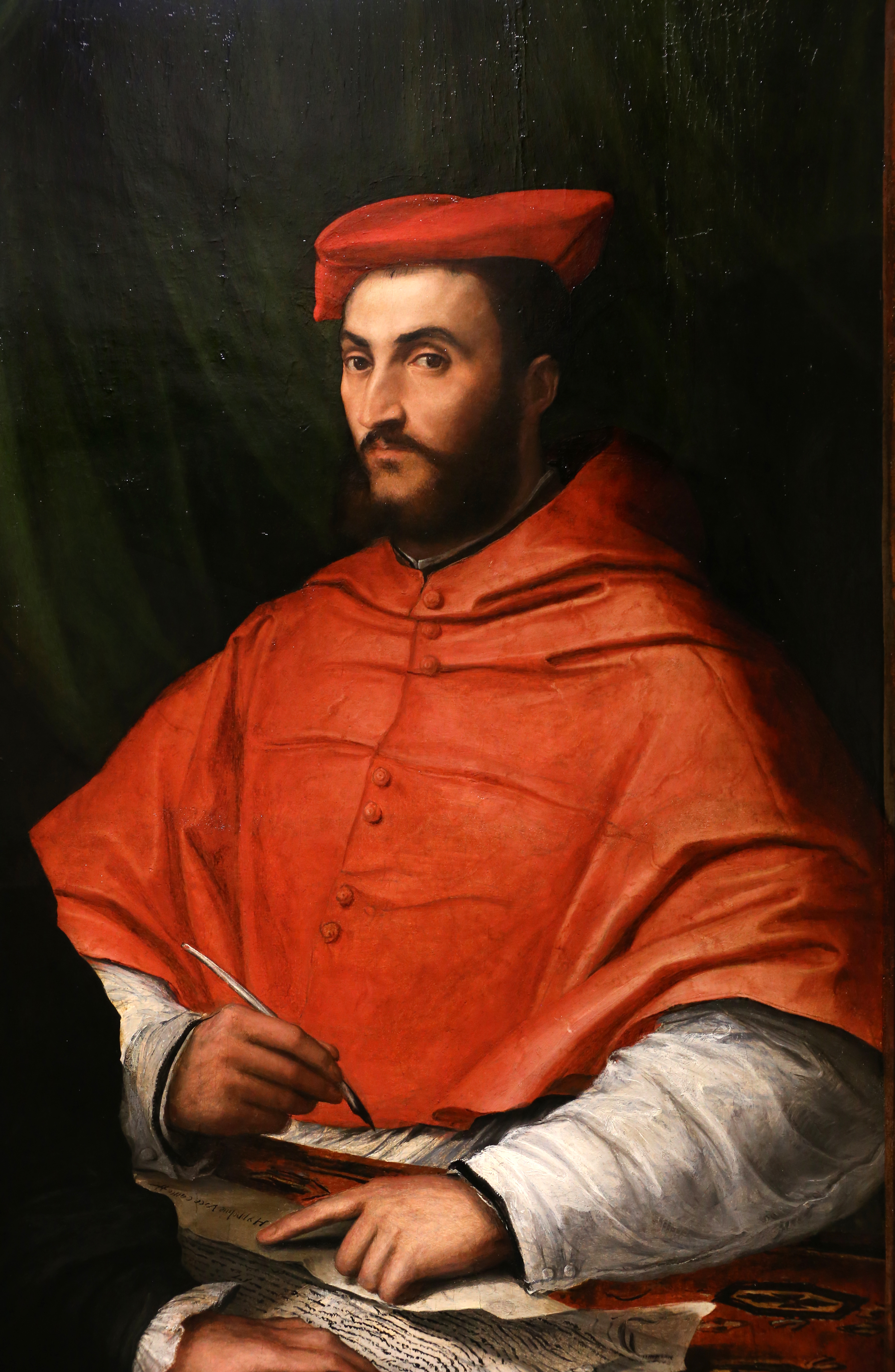
Hypolyte de Medicis, aartsbisschop van Avignon (16e eeuw)

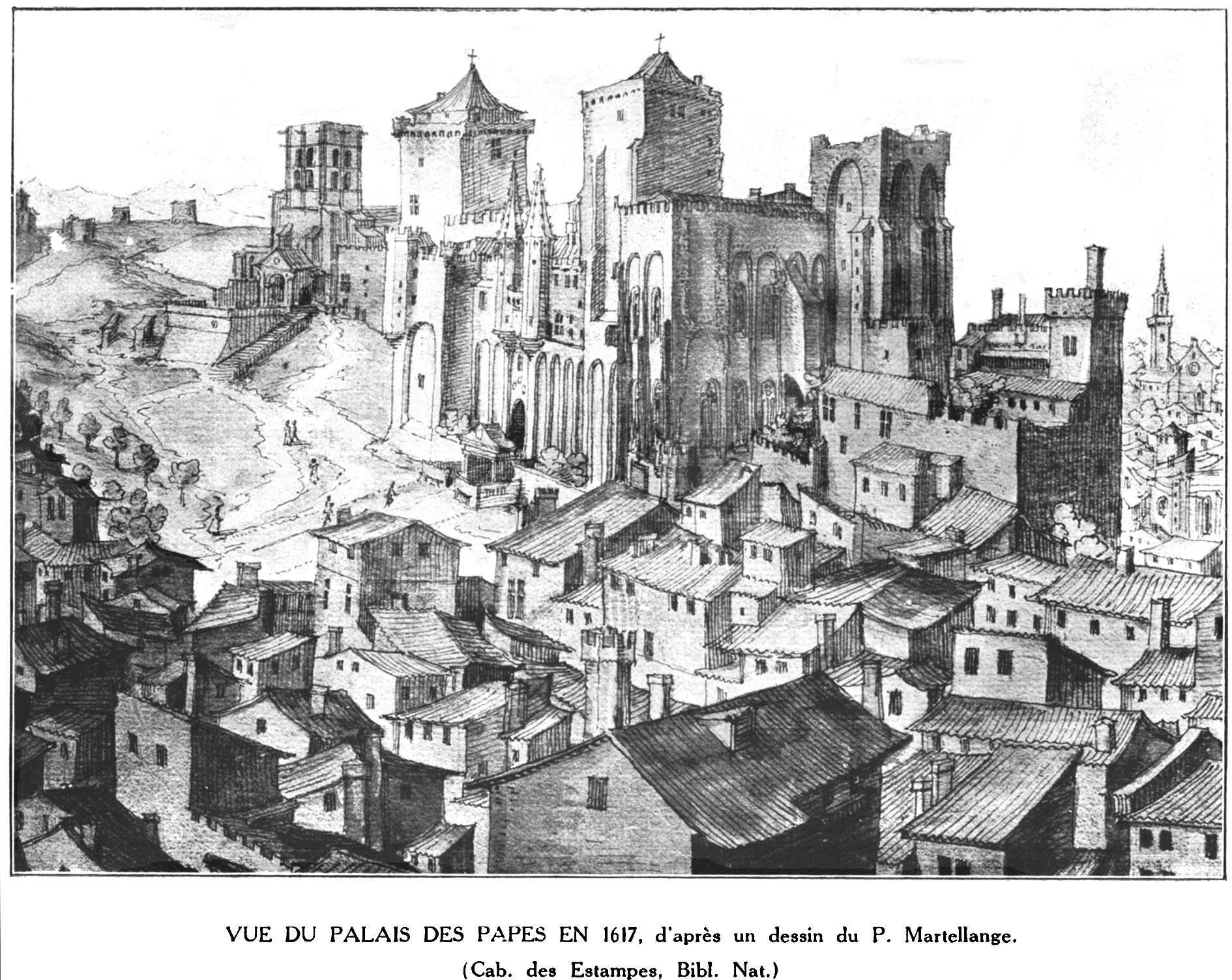
Kathedraal links en pausenpaleis rechts (17e eeuw)

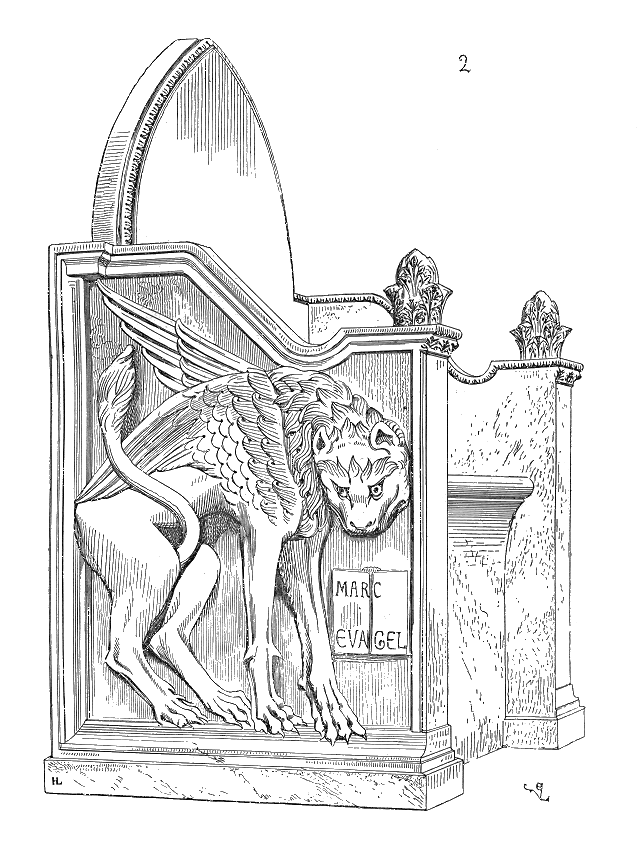
Troon van de aartsbisschop van Avignon, in de kathedraal

Het Aartsbisdom Avignon (Latijn: Archidioecesis Avenionensis; Frans: Archidiocèse d'Avignon) (4e eeuw) heeft haar bisschopszetel in de Zuid-Franse stad Avignon, en dit sinds meer dan 1.500 jaar. In de 15e eeuw werd het bisdom Avignon een aartsbisdom. De kathedraal van de bisschop is de Notre-Dame des Doms in Avignon. Hoewel Avignon een aartsbisdom is, heeft het geen kerkprovincie meer. De aartsbisschop van Avignon is een suffragaanbisschop van de aartsbisschop van Marseille. Het grondgebied van het aartsbisdom Avignon beslaat het departement Vaucluse.
Het (aarts)bisdom behoorde achtereenvolgens tot het Romeinse Rijk, Koninkrijk der Bourgondiërs, Ostrogotische Rijk, Visigotische Rijk, Frankenrijk, het koninkrijk Bourgondië, het koninkrijk Arles-Provence in het Heilige Roomse Rijk, de pauselijke stadstaat Avignon en Frankrijk.

## Historiek

### Bisdom Avignon (4e eeuw – 1475)
Reeds voor de 4e eeuw ontstonden er christengemeenschappen in de Rhônevallei, ten tijde van het Romeinse Keizerrijk. In elke civitas leefde er een kleine christengemeente. In Avignon hebben de heilige Marthe en de heilige Rufus een leidende rol gespeeld; in Oranje was dit de heilige Eutropius en in Apt de heilige Auspicius.
Nadat keizer Constantijn de Grote het Edict van Milaan uitvaardigde, nam het christendom uitbreiding (begin 4e eeuw). In de verschillende Gallo-Romeinse steden ontwikkelde zich een bisdom; sommige steden lagen dicht bij elkaar, wat het territorium van de Zuid-Gallische bisdommen klein maakte. Na de val van het West-Romeinse Rijk waren er bij momenten geen bisschoppen in Avignon. Wel werden in de middeleeuwen namen gesuggereerd van Eucherius, Ermenius en Antoninus die in de 6e eeuw bisschop van Avignon waren. Het bisdom Avignon werd suffragaan van de aartsbisschoppen van Arles, en dit bleef zo de kerkelijke structuur gedurende zowat de hele Middeleeuwen.
In de 7e eeuw waren bijvoorbeeld Magnus en zijn zoon Agricola bisschop. Ten tijde van keizer Karel de Grote (8e-9e eeuw) was Humbertus bisschop van Avignon. Nog een hiaat in de lijst van bisschoppen van Avignon was in de periode 9e en 10e eeuw: Noormannen en Saracenen trokken noordwaarts door de Rhônevallei. De bisschopstroon van Avignon bleef soms jaren onbezet.
Avignon kende een religieuze bloei in de 11e en 12e eeuw, onder impuls van de koningen van de Provence. Talrijke kloosterordes vestigden zich in Avignon. De kathedraal Notre-Dame-des-Doms in typische Romaans-Provençaalse stijl werd gebouwd.
In de 14e eeuw was Avignon de zetel van de regerende pausen. Dit was de Babylonische ballingschap der pausen (1309-1377). Paus Johannes XXII, paus in Avignon, was tevoren nog bisschop van Avignon geweest. Avignon behoorde tot het Heilige Roomse Rijk, doch de invloed van koning Filips IV van Frankrijk was groot in de stad. Het bisschoppelijk paleis, naast de kathedraal, werd in gotische stijl uitgebouwd tot het Pausenpaleis en voorzien van een fort. Tijdens het verblijf van de pausen in Avignon, viel het dagelijks bestuur van het bisdom in handen van een vicaris-generaal; er werd formeel geen bisschop van Avignon benoemd. De paus was de administrator van het bisdom Avignon.
Na de Babylonische ballingschap was er opnieuw een periode dat een paus in Avignon woonde: het Westers Schisma. De tegenpaus woonde in Avignon en deze noemde zichzelf administrator van het bisdom Avignon. De paus in Rome had hier niets te zeggen. Ook aan het Westers Schisma kwam een eind. Avignon, als stadstaat, en het naburige Comtat Venaissin bleven nog eeuwen bestuurd door de pausen in Rome.

### Aartsbisdom Avignon (1475 – 1801)
In 1475 besliste paus Sixtus IV in Rome dat Avignon een aartsbisdom werd. De reden was dat twee bisdommen in de Pauselijke Staten in Frankrijk, het bisdom Cavaillon en het bisdom Carpentras, moesten ondergebracht worden in een nieuwe kerkprovincie. Dit werd de kerkprovincie Avignon. Deze bisdommen werden hiermee ondergeschikt aan Avignon en niet meer aan (het Franse) Arles. Het was voor de paus een krachtig middel om het bestuur over zijn Franse gebieden te verzekeren.
Tijdens de Franse Godsdienstoorlogen (16e eeuw) dienden de aartsbisschop en de pauselijke gouverneur van Avignon het protestantisme te bestrijden. De paus stimuleerde de stichting van geestelijke verenigingen die het protestantisme moesten buitenhouden. Zo werd in 1593 de Congrégation de la Doctrine Chrétienne par le Bienheureux César de Bus opgericht. In dezelfde lijn werden confréries in Avignon gesticht. De bisschopstroon van Avignon werd verder ingenomen door Italiaanse bisschoppen en kardinalen. De paus zond hen naar Avignon, veelal als een tijdelijk ambt in hun carrière.
In de aanloop naar de Franse Revolutie nam de haat toe voor de Italiaanse geestelijkheid die Avignon eigengereid bestuurde. Ook hun maîtressen die zich boven de burgers van Avignon achtten, brachten de stad naar een kookpunt. Tijdens de Franse Revolutie koos de stadstaat Avignon onmiddellijk voor aanhechting bij het Revolutionaire Frankrijk; de andere pauselijke staat, Comtat Venaissin, was pausgezind daarentegen. Door de Constitution civile du clergé, afgekondigd in Parijs (1790), moesten priesters trouw zweren aan de Republiek. Weinig geestelijken deden dat. Het bestuur in Parijs benoemde tweemaal een aartsbisschop van Avignon die wel de eed van trouw gezworen had, het werden François-Régis Rovère (1793-1798) en François Etienne (1798-1801).

### Bisdom Avignon (1801-1822)
Napoleon Bonaparte sloot met paus Pius VII het Concordaat van 1801. Het aartsbisdom Avignon verloor haar kerkprovincie en werd terug een bisdom. De bisschoppen van Avignon waren concordatair, dit wil zeggen benoemd door Napoleon. Het grondgebied van het bisdom omvatte de departementen Vaucluse en Gard.

### Aartsbisdom Avignon (1822-1877)
In 1822 werd het grondgebied ingekort tot enkel het departement Vaucluse. Als compensatie kreeg Avignon opnieuw een aartsbisschop. Bisschop Maurel de Mons werd aartsbisschop (1822). Het grondgebied omvatte afgeschafte bisdommen uit het ancien régime, zoals het bisdom Apt, het bisdom Cavaillon, het bisdom Carpentras, het bisdom Orange en het bisdom Vaison-la-Romaine. Het aartsbisdom werd opnieuw metropolitaan, dit wil zeggen aan het hoofd van een kerkprovincie bestaande uit bisdommen.

### Aartsbisdom Avignon-Apt-Cavaillon-Carpentras-Orange-Vaison-la-Romaine (1877-2009)
Paus Pius IX besliste dat het aartsbisdom Avignon een lange naam mocht dragen. De namen van de afgeschafte bisdommen van voor de Franse Revolutie keerden terug in de naam. Aan het grondgebied van het aartsbisdom Avignon veranderde er overigens niets.
Paus Johannes-Paulus II hervormde talrijke bisdommen in Frankrijk (2002). Het aartsbisdom Avignon verloor haar metropolitane functie, dit wil zeggen verloor haar kerkprovincie. De aartsbisschop van Avignon werd  suffragaanbisschop van de aartsbisschop van Marseille.

### Aartsbisdom Avignon (sinds 2009)
Paus Benedictus XVI wijzigde de naam van het aartsbisdom Avignon. De lange naam viel weg. Enkel de naam Avignon bleef bewaard. De reden was dat de paus de titels van de afgeschafte bisdommen wilde gebruiken als eretitel. Zo werd bijvoorbeeld de titel van bisschop van Cavaillon een eretitel voor prelaten. Sinds 2002 is Jean-Pierre Cattenoz de aartsbisschop.